# Géza Csapo
Géza Csapo (31. října 1912 - ) byl maďarský fotbalista, útočník.

## Fotbalová kariéra
V československé lize hrál za FC Viktoria Plzeň a SK Židenice. Nastoupil ve 36 ligových utkáních a dal 20 gólů. Ve Středoevropském poháru nastoupil za SK Židenice v roce 1938 ve dvou utkáních proti Ferencvárosi Budapešť.

## Ligová bilance
| Ročník                | Zápasy | Góly | Klub              |
| --------------------- | ------ | ---- | ----------------- |
| Státní liga 1936/1937 | 10     | 9    | FC Viktoria Plzeň |
| Státní liga 1937/1938 | 18     | 7    | FC Viktoria Plzeň |
| Státní liga 1938/1939 | 8      | 3    | SK Židenice       |
| CELKEM                | 36     | 20   |                   |